# Monumento naturale Garzaia della Cascina Villarasca
Il monumento naturale Garzaia della Cascina Villarasca si trova nel Pavese, in una zona umida costituita dal paleoalveo del Ticino, nel territorio comunale di Rognano è nato con lo scopo di tutelare e preservare gli ambienti idonei alla nidificazione degli aironi.
L'obiettivo delle garzaie è quello di salvaguardare gli ambienti naturali e, in particolare, le popolazioni degli ardeidi nidificanti; disciplinare e controllore della fruizione dell'area a fini scientifici e didattici; regolamentare le attività produttive in forme compatibili con le finalità della riserva naturale.

## Fauna
Sono presenti varie specie di mammiferi e di uccelli; le nidificazioni principali sono costituite da Nitticore e Garzette.